# Sparkasse Coburg - Lichtenfels
Die  Sparkasse Coburg - Lichtenfels  ist ein öffentlich-rechtliches Kreditinstitut mit juristischem Doppelsitz in Coburg und Lichtenfels in Oberfranken. Das Geschäftsgebiet des Instituts umfasst mit insgesamt rund 200.000 Einwohnern die Stadt Coburg sowie die Landkreise Coburg und Lichtenfels.

## Organisationsstruktur
Die Sparkasse Coburg – Lichtenfels ist eine Anstalt des öffentlichen Rechts. Rechtsgrundlagen sind das Sparkassengesetz, die bayerische Sparkassenordnung und die durch den Träger der Sparkasse erlassene Satzung. Organe der Sparkasse sind der Vorstand und der Verwaltungsrat.

Träger der Sparkasse ist der „Zweckverband Sparkasse Coburg – Lichtenfels“. Mitglieder des Zweckverbands sind die Städte Coburg (27,08 %), Lichtenfels (12,00 %), Neustadt bei Coburg (7,29 %), Burgkunstadt (5,50 %), Bad Rodach (5,21 %) und Bad Staffelstein (5,00 %) sowie die Landkreise Lichtenfels (23,50 %) und Coburg (14,42 %).

## Geschäftsausrichtung
Die Sparkasse Coburg – Lichtenfels betreibt das Universalbankgeschäft. Sie ist Marktführer in ihrem Geschäftsgebiet. Die Sparkasse Coburg - Lichtenfels wies im Geschäftsjahr 2023 eine Bilanzsumme von 3,099 Mrd. Euro aus und verfügte über Kundeneinlagen von 2,557 Mrd. Euro. Gemäß der Sparkassenrangliste 2023 liegt sie nach Bilanzsumme auf Rang 158. Sie unterhält 18 Filialen/Selbstbedienungsstandorte und beschäftigt 507 Mitarbeiter.

## Geschichte
Die Sparkasse Coburg – Lichtenfels ist am 1. Januar 2005 aus der Fusion der Vereinigten Coburger Sparkassen mit der Kreissparkasse Lichtenfels (BLZ 770 518 60) entstanden.

### Vereinigte Coburger Sparkassen
Traditionsreichste Wurzel ist die Städtische Sparkasse Coburg, die im gesamten Freistaat Bayern zweitälteste Sparkasse. Ihre Gründungsstatuten wurden am 13. November 1821 veröffentlicht, der Geschäftsbetrieb im Februar 1822 aufgenommen.
Im Herzogtum Sachsen-Coburg entstanden 1835 die Städtische Sparkasse Neustadt und 1854 die Städtische Sparkasse Rodach. Hinzu kam – unterstützt vom Bayerischen Sparkassen- und Giroverband – zum 1. Juli 1927 die Gründung der Bezirkssparkasse Coburg durch den Bezirk (heutiger Begriff: Landkreis) Coburg.
Dies war eine Reaktion auf die überregionale Geschäftstätigkeit der Städtischen Sparkasse Coburg, die im Staatsvertrag von 1920 zur Vereinigung des Freistaats Coburg mit Bayern ausdrücklich genehmigt worden war. So betrieb dieses Institut Ende der 1920er-Jahre in Nordbayern und Südthüringen insgesamt 86 Agenturen und Filialen. Die mit Abstand größte davon befand sich mit 48 Mitarbeitern in Nürnberg (Luitpoldstraße 9 und 11). Darüber hinaus bediente und versorgte die Sparkasse in diesem großen Einzugsgebiet per Abhol- beziehungsweise Außendienst und durch nebenberuflich besetzte Agenturen 800 weitere Orte.
Mit Wirkung vom 1. Januar 1938 folgte auf politische Weisung hin der Zusammenschluss der vier Sparkassen in Stadt und Landkreis Coburg zur Zweckverbandssparkasse Vereinigte Coburger Sparkassen. Bis auf die Nürnberger Filiale war das überregionale Filialnetz bis Anfang 1938 aufgelöst worden. Die Hauptzweigstelle in Nürnberg musste schließlich auf Anweisung des Reichswirtschaftsministers Walther Funk, nach Genehmigung durch Adolf Hitler, am 26. November 1943 geschlossen werden.
Im August 1939 bezog die Sparkasse ihren Neubau am Coburger Marktplatz.

### Kreissparkasse Lichtenfels

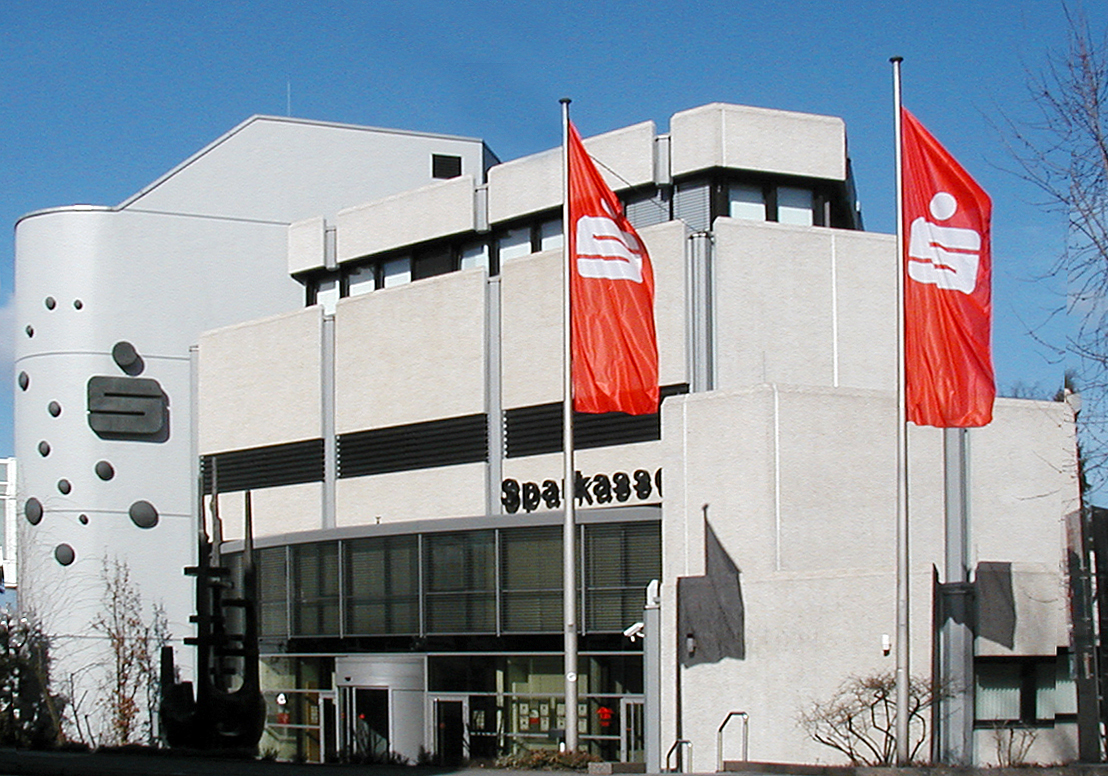
Hauptstelle in Lichtenfels

Im Jahre 1840 kam es in den Bezirken (heute: Landkreise) Lichtenfels und Staffelstein (bestand bis zur Landkreisreform 1972) zu drei Sparkassengründungen:
- In Lichtenfels entstand die Sparkasse für den Königl. Landgerichtsbezirk Lichtenfels,
- in Weismain die Sparkasse für den Landgerichtsbezirk Weismain
- in Tambach die Distriktssparkasse für den Gräflich-Ortenburgischen Herrschaftsgerichtsbezirk Tambach (1850 Verlegung nach Seßlach, Bezirk Staffelstein).

1869 rief die Stadt Staffelstein ihre eigene Städtische Sparkasse Staffelstein ins Leben, Gleiches taten 1891 die Stadt Lichtenfels und 1901 die Stadt Burgkunstadt.
Im Zuge der Erweiterung des Geschäftsfelder und der personellen Loslösung aus den kommunalen Verwaltungen schlossen sich 1933 die vier Sparkassen im Bezirk Lichtenfels sowie 1934 auch die beiden im Bezirk Staffelstein zu größeren Einheiten zusammen. 1939 folgte die Fusion zur Kreissparkasse Lichtenfels-Staffelstein, deren Name 1973 infolge der Landkreisreform in Kreissparkasse Lichtenfels geändert wurde. Die vom Landkreis Staffelstein dem Landkreis Coburg zugeordneten Gebiete von Itzgrund und Seßlach verblieben in der Zuständigkeit der Kreissparkasse.

## Sparkassen-Finanzgruppe
Die Sparkasse Coburg - Lichtenfels ist Teil der Sparkassen-Finanzgruppe und gehört damit auch ihrem Haftungsverbund an. Er sichert den Bestand der Institute und sorgt dafür, dass sie auch im Fall der Insolvenz einzelner Sparkassen alle Verbindlichkeiten erfüllen können. Die Sparkasse vermittelt Bausparverträge der regionalen Landesbausparkasse, offene Investmentfonds der Deka und Versicherungen der Versicherungskammer Bayern. Im Bereich des Leasing arbeitet die Sparkasse Coburg - Lichtenfels mit der  Deutschen Leasing zusammen. Die Funktion der Sparkassenzentralbank nimmt die BayernLB wahr.

## Stiftung
Das Kreditinstitut hat mit der „Stiftung der Sparkasse Coburg – Lichtenfels“ eine Einrichtung ins Leben gerufen, die sich in Anlehnung an den Sparkassenauftrag der Förderung gemeinnütziger Zwecke widmet. Ihre Mittel werden in den Bereichen Jugendfürsorge und -pflege, Altenpflege, Natur- und Umweltschutz, Völkerverständigung, Kultur und Sport eingesetzt.

## Stiftergemeinschaft
Die Stiftergemeinschaft der Sparkasse Coburg – Lichtenfels ist eine weitere Einrichtung zur Förderung gemeinnütziger Zwecke gemäß Sparkassenauftrag. Über die Stiftergemeinschaft können Privatpersonen, Unternehmen, Vereine und Kommunen innerhalb des Geschäftsgebietes gemeinnützige und soziale Projekte in der Heimat mit einer eigenen Stiftung unterstützen. Den Namen und das Kapital sowie den gemeinnützigen Stiftungszweck und die begünstigte(n) Einrichtung(en) legt der Stifter selbst fest.